# Vale Flor
Valeflor is een plaats (freguesia) in de Portugese gemeente Mêda en telt 227 inwoners (2001).